# Дампјер сир Моавр
Дампјер сир Моавр (фр. Dampierre-sur-Moivre) насеље је и општина у североисточној Француској у региону Шампањ-Арден, у департману Марна која припада префектури Шалонс ан Шампањ.
По подацима из 2011. године у општини је живело 114 становника, а густина насељености је износила 9,87 становника/km². Општина се простире на површини од 11,55 km². Налази се на средњој надморској висини од 105 метара.

## Демографија
| 1962. | 1968. | 1975. | 1982. | 1990. | 1999. | 2011. |
| ----- | ----- | ----- | ----- | ----- | ----- | ----- |
| 121   | 124   | 115   | 106   | 71    | 88    | 114   |

График промене броја становника у току последњих година